# Trung bình trượt
Đường trung bình chuyển động (Moving Averages) là một trong số chỉ số kỹ thuật được sử dụng rộng rãi và linh hoạt nhất trong phân tích kỹ thuật (technical analysis) trong phân tích thị trường tài chính (hàng hóa và cổ phiếu). Đường trung bình chuyển động là cơ sở trong nhiều hệ thống theo sau xu hướng (xu thế following) thị trường hiện nay.
Đường trung bình chuyển động là trung bình giá của cổ phiếu hoặc chỉ số trong một khoảng thời gian nào đó.Ví dụ, để tính giá đóng cửa trung bình trong 10 ngày, giá của mười ngày được cộng lại và chia cho 10. Tính từ ‘chuyển động’ được sử dụng là bởi vì chỉ có giá của 10 ngày gần nhất được sử dụng. Bởi vậy giá trị trung bình của giá trong 10 ngày gần nhất sẽ thay đổi sau mỗi ngày giao dịch. Dạng tính toán thông dụng nhất của đường trung bình chuyển động là tính trung bình giá đóng cửa của 10 ngày. Mỗi ngày tiếp theo, giá đóng cửa mới được cộng vào tổng giá của và giá cách đó 11 ngày được trừ ra khỏi tổng giá, sau đó tổng giá được chia cho 10